# مارته بیلی اتوگا
مارته بیلی اتوگا (Marthe Armelle Bilée Etoga) (زادهٔ 3 مه 1989) یک بازیکن ملی والیبال زن کامرونی است.
او در مسابقات قهرمانی جهانی والیبال زنان FIVB 2014 بازی کرد.  
او در باشگاه Bafia Evolution بازی کرده است.